# Фрањете Секондо (Изернија)
Фрањете Секондо је насеље у Италији у округу Изернија, региону Молизе.
Према процени из 2011. у насељу је живело 30 становника. Насеље се налази на надморској висини од 569 м.